# Tantelbruch mit Elmpter Bachtal und Teilen der Schwalmaue
Tantelbruch mit Elmpter Bachtal und Teilen der Schwalmaue este o arie protejată (arie specială de conservare — SAC, sit de importanță comunitară — SCI) din Germania întinsă pe o suprafață de 236,09 ha, integral pe uscat.

## Localizare
Centrul sitului Tantelbruch mit Elmpter Bachtal und Teilen der Schwalmaue este situat la coordonatele 51°14′13″N 6°13′04″E / 51.2369°N 6.2178°E.

## Înființare
Situl Tantelbruch mit Elmpter Bachtal und Teilen der Schwalmaue a fost declarat sit de importanță comunitară în octombrie 2000 pentru a proteja 1 specie de animale. Situl a fost protejat și ca arie specială de conservare în septembrie 2004.

## Biodiversitate
Situată în ecoregiunea atlantică, aria protejată conține 5 habitate naturale: Cursuri de apă de la nivel de câmpie la nivel montan, cu vegetație Ranunculion fluitantis și Callitricho-Batrachion, Păduri de fag Luzulo-Fagetum, Păduri acidofile de stejar bătrân cu Quercus robur pe câmpii nisipoase, Mlaștini împădurite, Păduri aluvionare cu Alnus glutinosa și Fraxinus excelsior (Alno-Padion, Alnion incanae, Salicion albae).
La baza desemnării sitului se află o specie protejată de  nevertebrate: Vertigo moulinsiana.
Pe lângă speciile protejate, pe teritoriul sitului au mai fost identificate 7 specii de nevertebrate.